# Huang Junqun
Huang Junqun, Chinees: 黄俊群, (1962, China) is een voormalig Chinees professioneel tafeltennisster. Huang is haar achternaam.
Zij won vijf medailles op de wereldkampioenschappen tafeltennis in 1981 en 1983.

## Belangrijkste resultaten
- WK
  -  Goud in het gemengd dubbelspel in 1981 in Novi Sad met Xie Saike.
  -  Zilver in het vrouwen dubbelspel in 1983 in Tokio met Geng Lijuan.
  -  Brons in het vrouwen dubbelspel in 1981 in Novi Sad met Yan Guili.
  -  Brons in het vrouwen enkelspel in 1983 in Tokio.
  -  Brons in het gemengd dubbelspel in 1983 in Tokio met Xie Saike.